# Siregar Aek Nalas
Siregar Aek Nalas is een bestuurslaag in het regentschap Toba Samosir van de provincie Noord-Sumatra, Indonesië. Siregar Aek Nalas telt 439 inwoners (volkstelling 2010).